# Пиккарайнен, Юхани
Юхани Элиас Пиккарайнен (фин. Juhani Elias Pikkarainen; род. 30 июля 1998, Паймио, Западная Финляндия) — финский футболист, защитник шведского «Дегерфорса» и национальной сборной Финляндии.

## Клубная карьера
На молодёжном уровне выступал за клуб ТПС из Турку, после чего в 2015 году присоединился к молодёжной академии австрийского «Ред Булла». Взрослую карьеру начал в «Лиферинге», второй команде клуба, после чего выступал за «Аниф», «Блау-Вайсс» и вторую команду «Ваккера».
Проведя три года в Австрии, Юхани вернулся в Финляндию и подписал однолетний контракт с КПВ, вышедшим в Вейкауслигу. По итогам сезона команда вернулась обратно в Юккёнен, после чего Пиккарайнен вернулся в свой бывший клуб ТПС, заключив с ним соглашение до конца 2021 года.
17 ноября 2021 года подписал контракт на один год с ВПС. В сентябре 2022 года было объявлено о продлении его контракта с клубом ещё на год. В сезоне 2023 года Пиккарайнен помог ВПС занять третье место в турнирной таблице и квалифицироваться в Лигу конференций УЕФА. По итогам чемпионата он был включён в символическую сборную сезона.
В ноябре 2023 года стал игроком «Ильвеса», заключив двухлетнее соглашение. Вместе с командой он занял второе место в чемпионате. По итогам сезона он был признан лучшим защитником сезона и вновь был включён в символическую сборную.
5 января 2025 года перешёл в шведский «Дегерфорс», с которым подписал контракт, рассчитанный на три года.

## Карьера в сборной
Пиккарайнен выступал за различные сборные Финляндии на молодёжном уровне. 2 октября 2024 года Юхани впервые был вызван главным тренером Маркку Канерва в национальную сборную Финляндии на матчи Лиги наций УЕФА против сборных Ирландии и Англии. Дебютировал за главную команду страны 17 ноября того же года в матче против Греции, появившись в стартовом оставе и сыграв 67 минут.

## Личная жизнь
Его отец Томми Пиккарайнен в прошлом также футболист, ныне футбольный тренер и функционер.

## Достижения

### Командные
ВПС
- Третье место в чемпионате Финляндии: 2023

Ильвес
- Второе место в чемпионате Финляндии: 2024

### Индивидуальные
- Команда года в чемпионате Финляндии: 2023[8], 2024[11]
- Лучший защитник года в чемпионате Финляндии: 2024[10]

## Статистика в сборной
| Матчи и голы Юхани Пиккарайнена за национальную сборную Финляндии | Матчи и голы Юхани Пиккарайнена за национальную сборную Финляндии | Матчи и голы Юхани Пиккарайнена за национальную сборную Финляндии | Матчи и голы Юхани Пиккарайнена за национальную сборную Финляндии | Матчи и голы Юхани Пиккарайнена за национальную сборную Финляндии | Матчи и голы Юхани Пиккарайнена за национальную сборную Финляндии |
| №                                                                 | Дата                                                              | Оппонент                                                          | Счёт                                                              | Голы                                                              | Соревнование                                                      |
| ----------------------------------------------------------------- | ----------------------------------------------------------------- | ----------------------------------------------------------------- | ----------------------------------------------------------------- | ----------------------------------------------------------------- | ----------------------------------------------------------------- |
| 1                                                                 | 17 ноября 2024                                                    | Греция                                                            | 0:2                                                               | 0                                                                 | Лига наций УЕФА 2024/2025                                         |

Итого:1 матч и 0 голов; 0 побед, 0 ничьих, 1 поражение.